# Santa Severa Nord
Santa Severa Nord, conosciuta come “Secondo Battaglione”, è una frazione di Tolfa, legata nel nome e nella storia a Santa Severa (l'antica Pyrgi), frazione di Santa Marinella. La sua popolazione è di oltre 600 abitanti.
Santa Severa Nord è divisa da Santa Severa dalla Ferrovia Tirrenica.
Presso la frazione è situata l'Aviosuperficie Monti della Tolfa.

## Geografia fisica
Sorge a 50 km a nord di Roma, suo capoluogo di città metropolitana, compresa tra la SS 1 Via Aurelia e l'A12 Roma-Civitavecchia, l'Autostrada Azzurra, nei pressi del Castello di Santa Severa, ad 1 km dal Mar Tirreno ed 1,5 km circa da Santa Severa, a meno di 2 km dalla località La Scaglia dello stesso comune. Dista, circa 15 km da Tolfa e sorge a 26 metri sul livello del mare.
La Frazione si estende agli estremi confini meridionali del Comune di Tolfa ed alle propaggini sud-orientali dei Monti della Tolfa appartenenti dell'Antiappennino Laziale, la pianura costiera su cui è edificata fa parte della Maremma Laziale, una porzione di quella che una volta fu l'Etruria, a meno di 2 km a nord della Riserva Naturale Regionale di Macchiatonda. Dista, circa 15 km da Tolfa e sorge a 26 metri sul livello del mare.
Lungo Via delle Caravelle Pian Sultano è stato creato un piccolo lago artificiale per abbeverare le mandrie di bovini di razza maremmana. Lo specchio acqueo è anche un punto di sosta per varie specie di uccelli stanziali e di passo, in particolare Anatidi come il germano reale, diversi trampolieri tra cui gli aironi.

### Le cave minerarie e lo stabilimento produttivo
Nell'area insistono diverse cave minerarie, tra cui una di gesso, ora chiusa, e una di caolino. Il territorio della frazione è caratterizzato dalla più alta concentrazione di caolino dell'intera penisola, particolarmente idoneo allo sfruttamento industriale per l'eccellente qualità. I locali depositi di caolino sono presenti in aree di alterazione di rocce eterogenee che sono identificabili a lave quaternarie provenienti dai complessi vulcanici dei monti Sabatini, del vulcano Vicano e dall'apparato Vulsinio. Da diversi decenni è presente uno stabilimento produttivo, inizialmente di proprietà de "La Società Nazionale Caolino", ma poi passato negli anni a diverse società di rilevanza internazionale. Nel fabbrica del caolino si producano ceramiche, in particolare piastrelle e piatti.

## Storia

### Preistoria

#### L'Insediamento dell'età del bronzo
La presenza dell'uomo nel territorio di Santa Severa Nord è attestata sin dalla media età del bronzo (2000–1550 a.C.). L'insediamento preistorico è situato nella boscaglia a poche centinaia di metri alle spalle di Santa Severa Nord, lungo Via delle Caravelle Pian Sultano, sono stati rinvenuti manufatti ceramici quali vasellame, olle, doli, alcune ceramiche decorate con motivi geometrici puntinati riferibili alla cultura Appenninica, lame di selce marrone e lamelle di ossidiana, punta di freccia in selce grigia, reperti malacologici (molluschi).

### Epoca Etrusca

#### La Necropoli di Pian Sultano
Sullo stesso sito è sorta in epoca etrusca la Necropoli di Pian Sultano. Tutta l'area fa parte dell'Ager Pyrgense, cioè del territorio dell'antica città di Pyrgi, l'odierna Santa Severa.
Pyrgi era una città costiera fondata dagli Etruschi alle pendici dei Monti della Tolfae. Fu il porto principale di Caere (l'odierna Cerveteri da cui dista 13 km) ed il principale scalo di tutta l'Etruria, sede di un importante santuario dedicata alla dea Uni, l'Astarte semitica.
La necropoli appartiene ad un insediamento da ricercare negli immediati dintorni, forse in coincidenza di alcune ville romane dell'area, nell'ambito dello stesso Pian Sultano. Si sviluppa con diversi nuclei di sepolture scavate e costruite nel banco travertinoso sulla sponda orientale del fosso Eri. La maggior parte delle tombe sono concentrate in una fascia di terreno lunga circa 300 metri. Sono presenti tombe etrusche a tumulo con camera costruita ed a camera ipogea, tombe a fossa con sarcofago che vanno dal VII al V secolo a.C. Sono presenti poi anche le tombe a facciata rupestre di epoca arcaica o tardo arcaica, scavate interamente nel banco travertinoso, secondo schemi architettonici di chiara derivazione ceretana, adattati tuttavia alle differente conformazione della locale conformazione geologica.

#### Epoca Romana
I Romani avevano un grande interesse a conquistare i territori etruschi dei Monti della Tolfa sotto
l'influenza di Caere e Tarquinia per le sue risorse minerarie, nel 264 a.C. Pyrgi divenne colonia romana e quindi anche l'Ager Pyrgensi che comprendeva il
territorio dell'odierna Santa Severa Nord.
Dal quel periodo in poi si edificarono nella zona ville romane e sempre a Pian Sultano, nei pressi del Fontanile del Pietrone, era presente un'imponente fattoria  sulla sponda occidentale del fosso Eri, opposta rispetto a quella dove sorgeva la Necropoli. Alcune tombe della Necropoli furono riutilizzate per lo stesso scopo anche in epoca romana.

##### La figlina Rustica
Il rinvenimento più rilevante dal punto di vista storico ed archeologico di epoca romana è la scoperta nel 1962 di una figlina rustica, cioè un centro di produzione di terrecotte, ceramiche e laterizi, nei pressi della necropoli ed al confine con la Riserva di Pian Sultano. Successive ricognizione, nell'ambito del progetto Ager Caeretanus (Enei 2001), hanno portato alla scoperta nella boscaglia dei resti affioranti di almeno un grande forno con pareti in mattoni refrattari di forma rettangolare e con un lato breve tagliato obliquo. Nell'ambito della discarica del forno, estesa circa 3000 m², sono stati
recuperati anche scarti pertinenti ad anfore di tipo greco-italico, pesi da
telaio, ceramica comune, tegole e cioppi. Di particolare interesse il rinvenimento di tre anse di anfore recanti tutte il medesimo bollo PVRG (ensium), entro cartiglio rettangolare con lati brevi arrotondati, riferibili alla locale produzione della colonia romana di Pyrgi.

### Medioevo

#### La Massa Liciniana
Con l'incoronazione di Teodorico a Re d'Italia nel 491 d.C. l'intera penisola ebbe una rinascita che seguì a decenni di pestilenze ed invasioni barbariche. Su ordine di Teodorico, il Primo Ministro Cassiodoro rivendicò l'intera massa Liciniana che evidentemente era di proprietà dello Stato, espropriandola ai privati e riattivando per le riparazioni della mura di Roma la produzione era di 25000 mattoni e tegole all'anno.

#### La Chiesa di San Lorenzo ed il Feudo di Carcari
Dopo che la Chiesa da semplici gestori di fondi si era trasformata in un organismo politico-amministrativo tra il VII e l'VIII secolo, i papi acquisirono tutti i beni statali nel territorio dello Stato della Chiesa. Papa Leone IV, in un documento dell'854 concesse al monastero di S.Martino, in cui aveva studiato, i beni del monastero di S.Sebastiano nel territorio della diocesi di Centumcellae e tra essi la chiesa di S.Lorenzo e l'oratorio di S.Lorenzo, ubicati nella Piane di San Lorenzo a nord della Frazione, lungo la strada Provinciale Tolfa-Santa. Questo è l'ultimo documento che menziona la Massa Liciniana, probabilmente a causa delle incursioni saracene che spopolarono la costa laziale a Nord di Roma.
Il territorio dell'attuale Santa Severa Nord poi fu parte del Feudo di Carcari, in località “Pian Calcari”, nei pressi de “La Scaglia”, di pertinenza della Chiesa di San Lorenzo, appartenente alla Diocesi di Centumcellae.
Il feudo di Carcari era costituito da una Rocca con annesso un borgo in cui vivevano più di cento persone, stabilito in base ai consumi di sale, di grande importanza nello Stato Pontificio di cui era parte, menzionato in diversi documenti storici confinava a sud con il Feudo di Santa Severa ed a est con il Feudo del Sasso. Il nome Carcari è riferibile allo sfruttamento di materiale calcareo nel luogo presso
cui predomina la calcite, minerale usato nella antiche “carcare”, le fornaci
dove si cuoceva la pietra per la produzione di calce.
Carcari viene menzionato per la prima volta nel 1066 in un documento concernente la donazione della chiesa di S.Lorenzo all'Abbazia di Farfa da
parte del conte Raniero, figlio di Sassone, e sua moglie Stefania a redenzione delle proprie anime.

### Età moderna
Dalla caduta del feudo di Carcari, l'area di Santa Severa Nord divenne un possedimento del feudo di Santa Severa che aveva nel Castello di Santa Severa il suo centro politico, religioso e sociale. Dal 1482 fino al 1980, il Castello di Santa Severa fece parte del vasto patrimonio agricolo del Pio Istituto Santo Spirito, formato da terreni, cave estrattive, palazzi, edifici un tempo in prevalenza rurali in diverse località (Roma, Agro Romano, Civitavecchia, Monte Romano, Tarquinia, Tivoli, etc.) – che costituiva una delle principali entrate, tramite canoni, da cui il Pio Istituto Santo Spirito attingeva risorse per finanziare la propria Opera di beneficenza e per il mantenimento e restauro dell'Arcispedale di Santo Spirito in Saxia.

### Età contemporanea
I successivi insediamenti di cui si ha notizia sono quelli relativi alla Seconda Guerra Mondiale, durante la quale a Santa Severa Nord s'insediò il corpo d'élite delle forze armate italiane, il II Battaglione del 10º Reggimento arditi dell'Esercito Italiano.
I quartieri del II Battaglione era situato dove sono attualmente costruite le abitazioni più vecchie di Santa Severa Nord, la piazza d'armi era situata dove attualmente sorge Piazza della Repubblica. Del periodo bellico rimangono alcune “casermette” ad un piano che sono state trasformate in abitazioni. Con la circolare n. 40900
del 20 luglio 1942 dello SMRE fu costituito il Reggimento Arditi, con sede a Santa Severa; il 1º agosto vi confluì il I Battaglione Speciale Arditi quale sua prima pedina operativa. Il 15 settembre l'unità assume la denominazione di X
Reggimento Arditi (circ. 0045130 in data 2.9.1942 dello S.M.R.E.) e venne posta
al comando del colonnello Renzo Gazzaniga, che vantava l'Ordine militare di Savoia, oltre che una medaglia d'argento e due di bronzo al valor militare.
La colonia marina degli ospedalieri romani del Pio Istituto di Santo Spirito, inaugurata nel 1934 alla presenza del Principe di Piemonte Umberto di Savoia, costituiva il comando del X Reggimento Arditi e il I Battaglione era di stanza a Santa Severa, dove attualmente è situato il Centro Esperienze Artiglieria Esercito, il II si sviluppava, come detto, dove attualmente è Santa Severa Nord.